# Lokikirja
Lokikirja – box set fińskiego zespołu Nightwish wykonującego metal symfoniczny. Został wydany 18 listopada 2009. Wydawnictwo zawiera zremasterowaną wersję albumu Angels Fall First, standardowe edycje kolejnych pięciu albumów studyjnych zespołu, jeden singel oraz specjalną edycję minialbumu Over the Hills and Far Away. Album był dostępny w przedsprzedaży, w internetowym sklepie na stronie grupy. Box set zajął 21. miejsce na fińskiej liście przebojów.

## Lista utworów
- Angels Fall First:
  1. „Elvenpath”
  2. „Beauty and the Beast”
  3. „The Carpenter”
  4. „Astral Romance”
  5. „Angels Fall First”
  6. „Tutankhamen”
  7. „Nymphomaniac Fantasia”
  8. „Know Why the Nightingale Sings”
  9. „Lappland”

- Oceanborn
  1. „Stargazers”
  2. „Gethsemane”
  3. „Devil and the Deep Dark Ocean”
  4. „Sacrament of Wilderness”
  5. „Passion and the Opera”
  6. „Swanheart”
  7. „Moondance”
  8. „The Riddler”
  9. „Pharaoh Sails to Orion”
  10. „Walking in the Air”
  11. „Sleeping Sun”

- Wishmaster
  1. „She's my Sin”
  2. „The Kinslayer”
  3. „Come Cover Me”
  4. „Wanderlust”
  5. „Two for Tragedy”
  6. „Wishmaster”
  7. „Bare Grace Misery”
  8. „Crownless”
  9. „Deep Silent Complete”
  10. „Dead Boy's Poem”
  11. „Fantasmic”
  12. „Sleepwalker”

- Over the Hills and Far Away
  1. „Over the Hills and Far Away”
  2. „10th Man Down”
  3. „Away”
  4. „Astral Romance”
  5. „The Kinslayer (live)”
  6. „She's My Sin (live)”
  7. „Sacrament of Wilderness (live)”
  8. „Walking in the Air (live)”
  9. „Beauty and the Beast (live)”
  10. „Wishmaster (live)”

- Century Child
  1. „Bless the Child”
  2. „End of all Hope”
  3. „Dead to the World”
  4. „Ever Dream”
  5. „Slaying the Dreamer”
  6. „Forever Yours”
  7. „Ocean Soul”
  8. „Feel for You”
  9. „Phantom of the Opera”
  10. „Beauty of the Beast”

- Bless the Child
  1. „Bless the Child”
  2. „The Wayfarer”
  3. „Come Cover Me (live)”
  4. „Dead Boy's Poem (live)”
  5. „Once Upon a Troubadour”
  6. „A Return to the Sea”
  7. „Sleepwalker”
  8. „Nightquest”

- Once
  1. „Dark Chest of Wonders”
  2. „Wish I Had an Angel”
  3. „Nemo”
  4. „Planet Hell”
  5. „Creek Mary's Blood”
  6. „The Siren”
  7. „Dead Gardens”
  8. „Romanticide”
  9. „Ghost Love Score”
  10. „Kuolema tekee taiteilijan”
  11. „Higher Than Hope”

- Dark Passion Play
  1. „The Poet and the Pendulum”
  2. „Bye Bye Beautiful”
  3. „Amaranth”
  4. „Cadence of Her Last Breath”
  5. „Master Passion Greed”
  6. „Eva”
  7. „Sahara”
  8. „Whoever Brings the Night”
  9. „For the Heart I Once Had”
  10. „The Islander”
  11. „Last of the Wilds”
  12. „7 Days to the Wolves”
  13. „Meadows of Heaven”

## Skład
- Tarja Turunen – wokal prowadzący (z wyjątkiem płyty 8)
- Anette Olzon – wokal prowadzący (na płycie 8)
- Tuomas Holopainen – instrumenty klawiszowe, wokal wspierający
- Emppu Vuorinen – gitara prowadząca, gitara basowa (na płycie 1), gitara klasyczna (na płycie 8)
- Jukka Nevalainen – perkusja
- Marco Hietala – gitara basowa, wokal wspierający (na płytach 5, 6, 7 i 8)
- Sami Vänskä – gitara basowa (na płytach 2, 3 i 4)